# شیلا پارکر
شیلا پارکر (انگلیسی: Sheila Parker؛ زادهٔ ۱۹۴۷ (۷۷–۷۸ سال)) یک بازیکن فوتبال است.
وی سابقه بازی در تیم ملی بانوان انگلیس را دارد.